# Nationalbank der Ukraine
Nationalbank der Ukraine, auch NBU (ukrainisch Національний банк України, „НБУ“), ist die zentrale Notenbank der Ukraine. Die Nationalbank der Ukraine ist eine juristische Person des ukrainischen Rechtes mit Sitz in Kiew, deren unmittelbarer Eigentümer der Staat Ukraine ist. Die Nationalbank der Ukraine vollzieht ihre Tätigkeit aufgrund der ukrainischen Verfassung (Art. 99) und des speziellen Gesetzes zur Nationalen Bank der Ukraine.

## Rechtliche Lage
Rechtlichen Status und Organisation der Nationalbank der Ukraine, ihr Aufgabenbereich und die Vollziehung dieser Aufgaben regeln die Verfassung der Ukraine und das Gesetz zur Nationalen Bank der Ukraine.
Die Nationalbank ist eine juristische Person des ukrainischen Rechtes. Ihr Vermögen ist ein Objekt der staatlichen Eigentumsrechte und steht in voller wirtschaftlicher Verfügung der Bank. Das Grundkapital der Nationalbank beträgt 10 Mio. Hrywnja (ca. 1,6 Mio. EUR) und steht im vollen Eigentum der Ukraine. Das Grundkapital ist zur Sicherung der Verbindlichkeiten der Nationalbank bestimmt.
Die Nationalbank der Ukraine ist die zentrale Bank des Staates und eine höhere Verwaltungsbehörde zugleich, die für Aufsicht und Regulierung im Bankensektor des Landes zuständig ist. Ihr steht das alleinige Recht zur Ausgabe von Banknoten zu.

## Geschichte
Das Bankensystem der unabhängigen Ukraine und damit auch die Nationalbank des Landes sind 1991 infolge der Desintegrierung des sowjetischen Bankensystems entstanden. Rechtliche Grundlage dafür bildete das von der Werchowna Rada am 20. März 1991 verabschiedete Bankengesetz der Ukraine. Das Gesetz trat zum 1. Mai 1991 in Kraft und hob das Bankenmonopol des Staates auf. Es entstand ein Bankensystem mit zwei Ebenen – den privaten Geschäftsbanken und einer staatlichen Zentralbank mit Aufsicht- und Regulierungsfunktionen.
Zugleich übernahm noch die damalige Ukrainische SSR die Eigentumsrechte über die Ukrainische Republikanische Bank der Staatsbank der UdSSR (Repräsentanz der sowjetischen Notenbank in Kiew) sowie die Tochterbanken der drei anderen staatseigenen Kreditinstitute der Sowjetunion – der Industrie- und Investitionsbank der UdSSR (Prominvestbank), der Sparkasse der UdSSR (Sberbank) und der Außenhandelsbank der UdSSR (Wneschekonombank).
Die Werchowna Rada verfügte auch auf Basis der Ukrainischen Republikanischen Bank der Staatsbank der UdSSR die Nationalbank der Ukraine zu errichten und beauftragte den Ministerrat, die Regierung der Republik, und die Bank selbst mit der Ausarbeitung der Satzung und Beschaffung des Grundkapitals für die Nationalbank der Ukraine.
Die Satzung der Nationalbank wurde von der Werchowna Rada am 7. Oktober 1991 gebilligt und gilt bis heute.
Im März 2014 gab der IWF die Goldreserven der Ukraine mit 42,3 Tonnen an.
Die ukrainische Notenbank galt nach der Revolution der Würde als eine Speerspitze der Reformen im Land. Rund die Hälfte der Bankinstitute in der Ukraine wurden, weil sie von Oligarchen als „Staubsauger“ missbraucht worden waren, nach 2014 geschlossen. Intern strich die Notenbank zwei Drittel ihrer Belegschaft.
Die Chefin Walerija Hontarewa trat im April 2017 nach Morddrohungen zurück. Interimistisch wurde die Institution von ihrem Stellvertreter Jakiw Smolij geleitet, der am 15. März 2018 als ihr Nachfolger bestätigt wurde.

## Aufgaben

### Verfassungsauftrag
Стаття 99. Грошовою одиницею України є гривня. Забезпечення стабільності грошової одиниці є основною функцією центрального банку держави – Національного банку України.
Artikel 99. Geldeinheit der Ukraine ist Hrywnja. Sicherung der Stabilität der Geldeinheit ist die Hauptfunktion der zentralen Bank des Staates – der Nationalbank der Ukraine.
Somit legt die ukrainische Verfassung als Hauptaufgabe der Nationalbank die Sicherung der Stabilität der Landeswährung Hrywnja fest. § 6 Abs. 1 des Gesetzes zur Nationalbank der Ukraine wiederholt diese Aufgabe als Hauptfunktion der Nationalbank und ergänzt sie im § 6 Abs. 2 mit der Feststellung, dass die Nationalbank zur Erfüllung ihrer Hauptfunktion für die Stabilität des Bankensystems und des Preisniveaus sorgen soll.

### Andere Funktionen
Ein ausführliches Katalog anderer Funktionen der Nationalbank der Ukraine findet sich im § 7 des Gesetzes zur Nationalbank der Ukraine.
Zu den wichtigsten zählen hier:
- Umsetzung der Geldpolitik gemäß den vom Rat der Nationalbank jährlich zu verabschiedenden Grundsätzen und Richtlinien der Geldpolitik
- Monopolrecht an Emission der ukrainischen Landeswährung und Organisation ihres Umlaufs
- Gewährung der Kredite in letzter Instanz für die Geschäftsbanken des Landes und Organisation des Refinanzierungssystems
- Festlegung der Regeln zur Durchführung von Bankgeschäften, zur Rechnungslegung der Banken, zum Schutz der Bankeninformation und des Vermögens
- Regulierung des Zahlungsverkehrs
- Bankenaufsicht und -regulierung
- Führung des zentralen Bankenregister des Landes und Vergabe der Generallizenzen für Bankern und Speziallizenzen zur Durchführung bestimmter Bankgeschäfte
- Zertifizierung der Wirtschaftsprüfer, Liquidatoren und Insolvenzverwalter der Banken
- Aufstellung, Analyse und Prognose der Zahlungsbilanz des Landes
- Vertretung der Ukraine gegenüber den Zentralbanken anderer Ländern sowie internationalen Finanzinstitutionen
- Umsetzung der Wechselkurspolitik und Regulierung des Devisenmarktes des Landes
- Aufbewahrung, Aufstockung und Verwaltung des Gold- und Devisenreserven des Landes

## Organisationsaufbau
Zu den Gremien der Nationalbank der Ukraine gehören Rat der Nationalbank und Vorstand der Nationalbank, der vom Präsidenten der Nationalbank geleitet wird. Die Bank unterhält regionale Vertretungen in allen der 24 ukrainischen Oblaste sowie in der Autonomen Republik Krim, den Städten Kiew und Sewastopol.

### Rat der Nationalbank
Der Rat der Nationalbank ist das wichtigste Kollegialorgan der Bank. Der Rat besteht aus 14 Mitgliedern, die je zur Hälfte vom Präsidenten der Ukraine und der Werchowna Rada auf sieben Jahre ernannt werden. Der Präsident der Nationalbank wird von der Werchowna Rada auf Vorschlag des Präsidenten der Ukraine gewählt und gehört dem Rat kraft seines Amtes an. Er gilt als vom Parlament ernanntes Mitglied (die Werchowna Rada ernennt also tatsächlich 6 Mitglieder des Rates sowie den Bankpräsidenten). Der Präsident der Nationalbank bleibt Mitglied des Rates solange er das Amt des Bankpräsidenten ausübt.
Zum Mitglied des Rates kann jeder ukrainische Staatsangehörige ernannt werden, der einen universitären Abschluss oder einen wissenschaftlichen Grad in Wirtschaft- oder Finanzwissenschaften besitzt und über genügend Erfahrung in Organen der Legislative oder der Exekutive oder in den Führungspositionen der Bankenwirtschaft oder auch an einer Forschungs- und Lehranstalt in den Bereichen Wirtschaft und Finanzen (z. B. eine Professur an einer Universität) hat.
Der Präsident der Ukraine und die Werchowna Rada haben das Recht dem Rat der Nationalbank das Misstrauen auszusprechen. Geschieht dies, sind die beiden Institutionen verpflichtet, ihre Ernennungen zu widerrufen und den Rat neu zu besetzen. Der Widerruf betrifft aber nicht diejenigen Mitglieder, die ihr Amt seit ihrer Ernennung weniger als 12 Monate ausüben.
Der Rat tagt mindestens einmal im Quartal und ist mit 10 anwesenden Mitgliedern beschlussfähig. Die Sitzungen führt der von den Mitgliedern des Rates für drei Jahre gewählte Ratsvorsitzende. Die Beschlüsse werden mit absoluter Mehrheit der Stimmen gefasst, jedes Mitglied hat eine Stimme.
Zu den wichtigsten Kompetenzen des Rates gehört die jährliche Verabschiedung der Grundsätze und Richtlinien der Geldpolitik der Nationalbank der Ukraine.

### Präsidenten der Nationalbank
| Präsident            | Amtszeit                              |
| -------------------- | ------------------------------------- |
| Wolodymyr Matwijenko | 6. Juni 1991 – 24. März 1992          |
| Wadym Hetman         | 24. März 1992 – 26. Januar 1993       |
| Wiktor Juschtschenko | 26. Januar 1993 – 22. Dezember 1999   |
| Wolodymyr Stelmach   | 21. Januar 2000 – 17. Dezember 2002   |
| Serhij Tihipko       | 17. Dezember 2002 – 16. Dezember 2004 |
| Wolodymyr Stelmach   | 16. Dezember 2004 – 23. Dezember 2010 |
| Serhij Arbusow       | 23. Dezember 2010 – 24. Dezember 2012 |
| Ihor Sorkin          | 11. Januar 2013 – 24. Februar 2014    |
| Stepan Kubiw         | 24. Februar 2014 – 19. Juni 2014      |
| Walerija Hontarewa   | 19. Juni 2014 – 14. März 2018         |
| Jakiw Smolij         | 15. März 2018 – 2020                  |
| Kyrylo Schewtschenko | 2020 – 2022                           |
| Andrij Pyschnyj      | seit dem 7. Oktober 2022              |